# Новоженець Ростислав Павлович

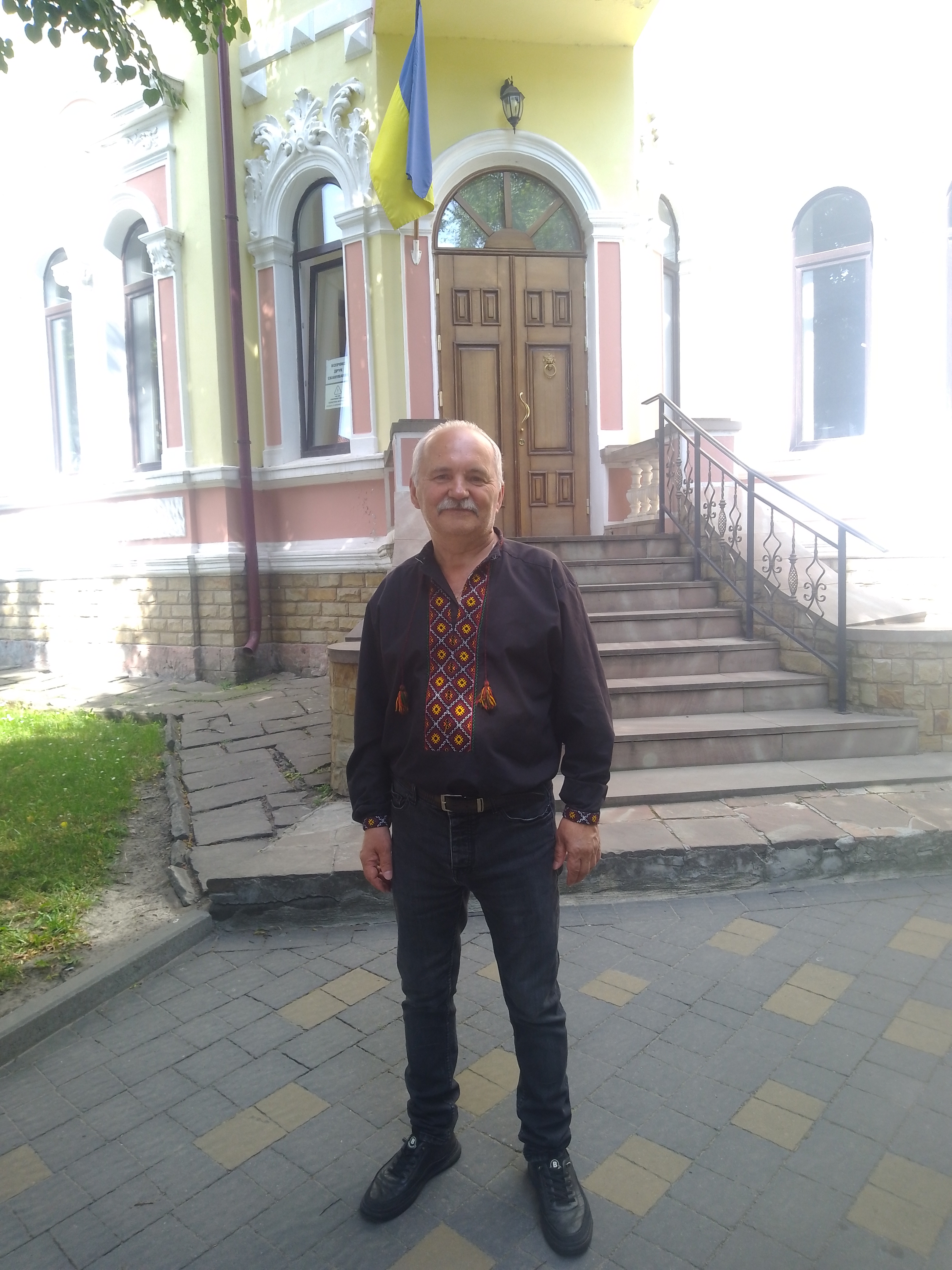
Ростислав Новоженець біля Тернопільської ОУНБ

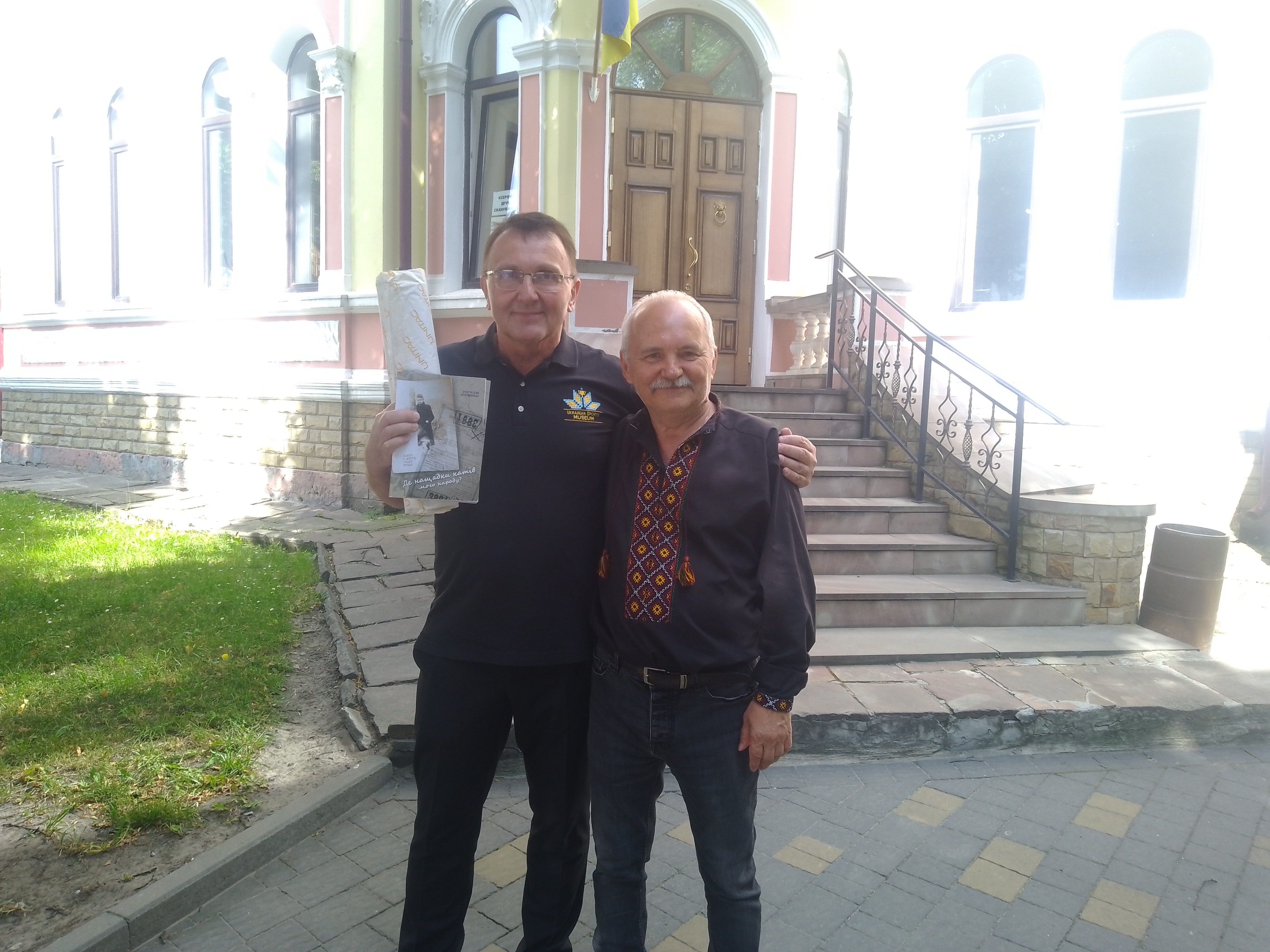
Ростислав Новоженець і Михайло Ратушняк після презентації книги «Де нащадки катів мого народу? Факти з життя репресованої Ольги Гуцал»

Ростисла́в Новоже́нець (нар. 24 травня 1956, Львів) — український політичний і громадський діяч. Президент Благодійного фонду «Україна-Русь», заступник голови Української республіканської партії.

## Життєпис
Народився в родині службовців.
Освіта
- 1963—1973 — навчався у СШ № 53 з викладанням ряду предметів англійською мовою. Школу закінчив із золотою медаллю і отримав спеціальність перекладача англійської науково-технічної літератури.
- 1973—1978 — навчався у Львівському політехнічному інституті, який закінчив з відзнакою. Отримав кваліфікацію інженера електронної техніки (електро-фізичний факультет, спеціальність — електронні прилади). Диплом захистив англійською мовою.
- 2005—2006 рр. — слухач факультету вищих керівних кадрів Національної Академії державного управління при Президентові України, м. Київ, заочно.

Кар'єра
- 1977—1978 — СПКБ Львівської політехніки, інженер
- 1978—1983 — у бюро мікроелектроніки відділу головного конструктора на ВО «Мікроприлад»
- 1983—1986 — виробничий майстер цеху № 9 на ВО «Полярон»
- 1986—1990 — заступник начальника цеху № 22 на ВО «Львівприлад»
- 1990—1992 — начальник цеху № 22
- 1992—1996 — заступник гендиректора із зовнішньоекономічної діяльності
- 1996—1997 — директор Концерну «Львівприлад» із зовнішньоекономічної діяльності.
- 1997—1999 — голова правління — гендиректор ВАТ «Львівський завод телеграфної апаратури»
- 1999—2002 — президент корпорації «Транстелеком»
- 2005—2006 — голова Яворівської РДА

## Політична діяльність
- 1988 — став членом ТУМу
- 1989 — став членом Руху. Очолював осередок Руху на заводі (1990—1995), був членом крайового проводу НРУ (1992—1993).
- 1990 — член УРП
- 2001—2002 — заступник голови ЛОО УРП «Собор»
- 2002—2005 — голова Львівської обласної організації УРП «Собор»

Обирався депутатом Франківської районної ради м. Львів (1990—1994), керував рухівською фракцією, постійнодіючими зборами голів осередків Руху області(1991—1992).
Був помічником народних депутатів Анатолія Матвієнка і Левка Лук'яненка.
2006—2010 рр.— депутат Львівської обласної ради, фракція БЮТ. Заступник голови постійної депутатської комісії з питань інвестиційної діяльності та прикордонного співробітництва.
2007—2008 рр. — голова Української Республіканської партії (Лук'яненка).
З 2009 р. — заст. голови Української Республіканської партії (УРП).

## Творчість
Автор книг: «Любов і Ненависть» (2003), «Материнська ласкава усмішка» (2016), «Родинний портрет в оправі часу. Родовід Лідії Новоженець із Політилів» (2020), «Де нащадки катів мого народу? Факти з життя репресованої Ольги Гуцал» .
Упорядник книги «Законодавчо-нормативні акти з питання функціонування української мови як державної» (2010). Член НСЖУ.

## Публікації
Севастополь – це українське місто Корсунь
Її величність – люстрація
Радянська зірка для Героїв України
«Наш край» виявився не нашим
Якщо завтра вибори…

## Інше
Володіє українською, російською, польською, англійською мовами, а також есперанто.